# Кустарне виробництво
Кустарне виробництво, кустарна промисловість, кустарництво, також доморобне виробництво або доморобництво — об'єднане дрібне товарне виробництво ремісників, які виготовляють промислові вироби на ринок. Базується на приватній або колективній власності на засоби виробництва та особистій праці безпосередніх товаровиробників. Ремісників, що практикували таке виробництво, називають кустаря́ми (через рос. кустарь від сер.-н.-нім. kunster — «митець», «знавець ремесла») або доморо́бниками, доморо́бами.
Було найбільш поширене в Середньовіччя (тоді кустарі становили окрему верству), але в епоху промислової революції в основному витіснене масовим виробництвом, однак задля виготовлення таких товарів, як предмети розкоші, існує і зараз. Прикладом доморобного виробництва в наші дні може бути виготовлення ювелірних прикрас, меблів за індивідуальними замовленнями або пошиття одягу дизайнером.

## Відмінність від ремісницького виробництва
Доморобне виробництво багато в чому відмінне від ремісницького. Ремісницькі цехи виготовляють свої вироби головно на замовлення, тим часом як у доморобництві замовлення радше виняток. Також у цій галузі вкрай незначний поділ праці, тоді як у ремісницькому виробництві, фахова спеціалізація дістала широке розповсюдження. Нарешті, в доморобництві робітник вельми самостійніший.
Водночас, дати найповнішу характеристику кустарної та ремісницької промисловості вкрай важко. Так, ще 1902 року, на З'їзді діячів кустарної промисловості в Російській імперії учасники спробували дати визначення кустарній і ремісницькій праці, та після тривалих дебатів відмовилися від цього бажання.

## Історія
Від доби Середньовіччя і аж до XX століття кустарництво на теренах теперішньої України було дуже поширене. 1872 року Рада торгівлі й мануфактур Мінфіну Російської імперії призначила Комісію з дослідження доморобної промисловості в країні. До неї увійшли представники пов'язаних із сільським господарством і дрібною промисловістю відомств і члени наукових спілок. Багато з проблем викликали тривалі дискусії фахівців. Не раз обговорювали визначення змісту терміна «доморобна промисловість» і те, кого з виробників слід віднести до кустарів.
Найпоширенішими кустарними промислами в Україні були народні художні промисли: килимарство, вишивання, лозоплетіння виготовлення виробів з дерева, шкіри, металу, гончарних виробів, бондарний промисел тощо. Цим промислом селяни займалися у вільний від сільськогосподарської праці час, в основному взимку.
В Україні кустарна промисловість розвивалась ще у докапіталістичний період й існувала у своєму первісному вигляді до кінця 1920 р. Найпоширенішою була в бідних, аграрне перенаселених районах, з місцевою дешевою сировиною при недостатньому розвиткові фабричної промисловості — у лісовій смузі, зокрема в Карпатах і Передкарпатті, менше в Лісостепу і Степу.
Кустарі продавали свої вироби безпосередньо на сусідніх ринках, ярмарках, інколи у віддалених місцях. Часом здавали перекупникам.

## Кустарне виробництво як основа національної економіки
Економіка В'єтнаму багато в чому ґрунтується на доморобництві. Так, приміром, у 50-ті року в Північному В'єтнамі налічувалося понад сто тисяч доморобних підприємств. На початку 70-х, ще до закінчення війни із Штатами, доморобне виробництво давало приблизно половину всій продукції місцевої промисловості й майже третину всього промислового виробництва республіки. Уже до 1977 року, після злуки В'єтнаму, в Південному В'єтнамі нараховувалося 700 000 доморобників.
Доморобництво в Непалі витримує конкурентну боротьбу з промисловими виробниками й чужоземними товарами, що пояснюється не лише економічними та природно-географічним чинниками, а й підтримкою і стимулюванням доморобної промисловості з боку держави.

## Сьогодення
Кустарне виробництво зберігається дотепер. Особливо часто воно трапляється при виготовленні ювелірних прикрас або інших предметів розкоші. У відсталих і розвиткових країнах доморобне виробництво домінує. Наприклад, у Китаї більшість дрібних підприємств досі становлять собою спілки майстрів-доморобників.

## Цікаві факти
- Машинобудування кінця XIX — початку XX ст. посутньо становило собою доморобне виробництво, до того як Генрі Форд не започаткував його перехід до масового виробництва[9].
- Віктор Полєсов, герой роману І.Ільфа й Є. Петрова «Дванадцять стільців» — «кустар-одинак із мотором», тобто, використовує в роботі обладнання з двигуном.

## Виноски
1. ↑  Кустарний // Словник української мови : в 11 т. — Київ : Наукова думка, 1970—1980.
2. ↑  Л. В. Низова. Кустарні промисли, кустарна промисловість [Архівовано 20 серпня 2016 у Wayback Machine.] // Енциклопедія історії України : у 10 т. / редкол.: В. А. Смолій (голова) та ін. ; Інститут історії України НАН України. — К. : Наукова думка, 2009. — Т. 5 : Кон — Кю. — С. 535. — ISBN 978-966-00-0855-4.
3. ↑  Кустарництво // Словник української мови : в 11 т. — Київ : Наукова думка, 1970—1980.
4. ↑  Новий політехнічний російсько-український словник [Архівовано 2 січня 2015 у Wayback Machine.] Микола Зубков
5. ↑  «Доморобне виробництво» в «Словопедії». Архів оригіналу за 3 січня 2015. Процитовано 3 січня 2015.
6. ↑  «Доморобне виробництво» і «доморобництво» на «Академіку». Архів оригіналу за 4 січня 2015. Процитовано 5 квітня 2022.
7. ↑  Етимологічний словник української мови : в 7 т. / редкол.: О. С. Мельничук (гол. ред.) та ін. — К. : Наукова думка, 1989. — Т. 3 : Кора — М / Ін-т мовознавства ім. О. О. Потебні АН УРСР ; укл.: Р. В. Болдирєв та ін. — 552 с. — ISBN 5-12-001263-9.
8. ↑  Труды Комиссии по исследованию кустарной промышленности в России. СПб. 1879. — Випуск II. — Стор.6-9
9. ↑  Теория организации. Краткий курс. Розділ I. Основные положения теории организации (64 сторінка) [Архівовано 4 липня 2014 у Wayback Machine.]. (Іванова Т. Ю., Приходько В. И.; СПБ; 2004 рік.) isbn = 5-94723-715-6